# Weißkinn-Olivtyrann
Der Weißkinn-Olivtyrann (Elaenia martinica) ist eine Vogelart aus der Familie der Tyrannen. Die erstmals im Jahr 1766 durch den schwedischen Naturforscher Carl von Linné offiziell wissenschaftlich beschriebene Art ist auf den Westindischen Inseln sowie teilweise an der Ostküste Zentralamerikas verbreitet, wo sie eine Reihe unterschiedlicher Lebensräume bewohnt.

## Beschreibung und Verhalten
Die Vögel können ausgewachsen eine Größe von 15,5 bis 18 cm erreichen. Das Gefieder ist überwiegend bräunlich-oliv gefärbt, die Kehle und der Unterbauch zeigen eine gelblich-weiße Färbung, während die Brust in ein blasses grau übergeht. Die Schwungfedern besitzen eine charakteristische weiße Bänderung, die zur Identifikation der Art herangezogen werden kann. Auf dem Kopf befindet sich eine wenig ausgeprägte Haube, die bei Erregung präsentiert wird.
Der Ruf des Weißkinn-Olivtyranns wird als ein sich häufig wiederholendes juip-up gefolgt von wit-churr beschrieben. Das Lied endet in einem langgezogenen pee-wee-reereeree. Als Nahrung werden neben Früchten und Beeren auch kleine Insekten angenommen, bei der Nahrungssuche sind die Vögel zumeist in Paaren anzutreffen. Die durchschnittliche Lebenserwartung liegt bei etwa 4,6 Jahren. In ihrem gesamten Verbreitungsgebiet gilt die Art als Standvogel.

## Verbreitung und Gefährdung

Verbreitungsgebiet des Weißkinn-Olivtyranns

Der Weißkinn-Olivtyrann ist ein häufig anzutreffender Bewohner einer Reihe von Inseln in der Karibik, darunter der Jungferninseln, Puerto Ricos, der Cayman Islands sowie diverser Inseln der Kleinen Antillen. Seltener ist die Art auf den Inseln vor der Ostküste Mittelamerikas. Bei der Wahl ihres Lebensraums sind die Vögel nicht wählerisch, neben Wäldern, trockenem Buschland oder Mangroven werden auch vom Menschen veränderte Bereiche wie Parks und Gärten bis auf eine Höhe von 700 Metern besiedelt. Die IUCN geht mit Stand 2017 von weniger als 50.000 lebenden Exemplaren des Weißkinn-Olivtyranns aus. Obwohl der aktuelle Populationstrend unbekannt ist, sieht die Organisation keine gravierenden Bedrohungen für den Erhalt der Art und stuft diese daher als nicht gefährdet (Status least concern) ein.

## Beschreibungsgeschichte
Eine erste Beschreibung der Art nach wissenschaftlichen Methoden erfolgte im Jahr 1760 durch den französischen Zoologen Mathurin-Jacques Brisson in dessen Werk Ornithologie unter dem französischen Namen „Le gobe-mouche hupé de la Martinique“ und der lateinischen Bezeichnung Muscicapa martinicana cristata. Die Benennung entsprach jedoch nicht der gültigen Nomenklatur, weshalb sie von der International Commission on Zoological Nomenclature nicht anerkannt wurde. Carl von Linné, der den Weißkinn-Olivtyrann 1766 in seinem Systema Naturæ unter dem Namen Muscicapa martinica beschrieb, gilt daher offiziell als Erstbeschreiber der Art. Heute wird der Weißkinn-Olivtyrann in die Gattung Elaenia gestellt, die 1836 durch den schwedischen Zoologen Carl Jakob Sundevall beschrieben wurde.

## Innere Systematik
Neben der Nominatform E. m. martinica werden zurzeit sechs weitere Unterarten als gültig betrachtet:
- E. m. martinica (Linnaeus, 1766) – Kleine Antillen
- E. m. riisii Sclater, PL, 1860 – Puerto Rico, Jungferninseln, Anguilla, St. Martin, Saint-Barthélemy, Antigua und Barbuda, Inseln der ehemaligen Niederländischen Antillen
- E. m. cinerescens Ridgway, 1884 – Inseln vor Honduras
- E. m. barbadensis Cory, 1888 – Barbados
- E. m. remota von Berlepsch, 1907 – San Andrés und Providencia
- E. m. caymanensis von Berlepsch, 1907 – Cayman Islands
- E. m. chinchorrensis Griscom, 1926 – Great Cay Island vor der Küste Mexikos